# St. Katharina (Forchheim)

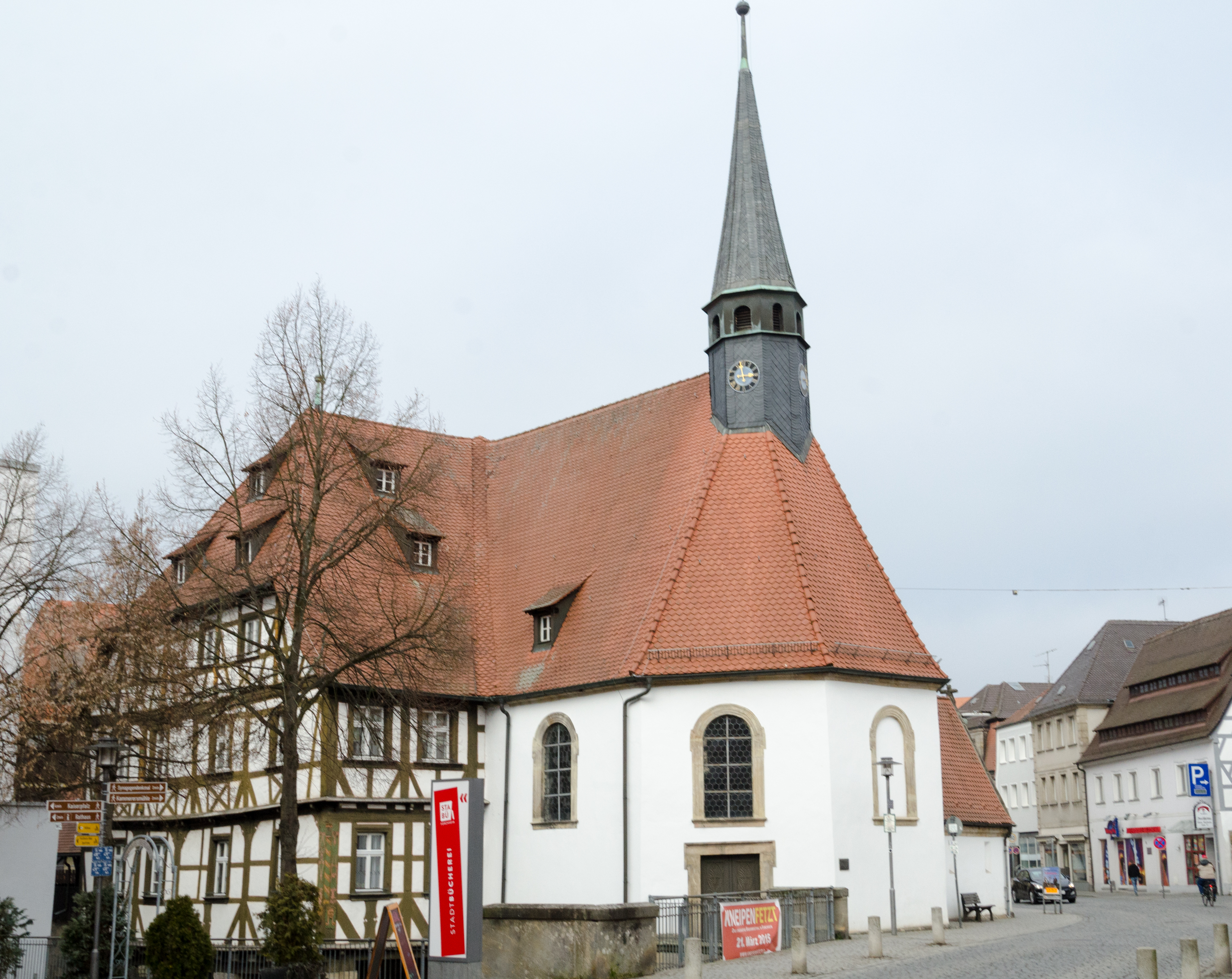
St. Katharina (Forchheim)

Die römisch-katholische Spitalkirche St. Katharina ist ein denkmalgeschütztes Kirchengebäude in Forchheim, einer Großen Kreisstadt im Landkreis Forchheim (Oberfranken, Bayern). Das Bauwerk ist unter der Denkmalnummer D-4-74-126-22 als Baudenkmal in die Bayerische Denkmalliste eingetragen. Die Kirche gehört zur Pfarrei St. Martin im Seelsorgebereich Forchheim im Dekanat Forchheim des Erzbistums Bamberg.

## Beschreibung
Das Kirchenschiff der im Kern mittelalterlichen Saalkirche tritt mit einer Achse und dem dreiseitig abgeschlossenen Chor aus dem Baukörper des Hospitals heraus. Im Obergeschoss öffnet es sich mittels Emporen zu den anliegenden Räumen. Im Jahr 1490 wurde an der Ostseite des Chors die Sakristei angebaut. Auf dem Dachfirst erhebt sich seit 1688 ein achteckiger, schiefergedeckter, mit einem spitzen Helm bedeckter Dachreiter, der die Turmuhr und den Glockenstuhl beherbergt. Zur Kirchenausstattung gehört der Altar, der 1774 von Johann Bernhard Kamm gebaut wurde. Die Kanzel wurde um 1700 errichtet.